# Горбун из Нотр-Дама (фильм, 1923)
Горбун из Нотр-Дама — американская драма с элементами фильма ужасов 1923 года режиссёра Уоллеса Уорсли, экранизация романа Виктора Гюго «Собор Парижской Богоматери». Премьера фильма состоялась 2 сентября 1923 года. Это вторая экранизация романа, первая после короткометражного фильма «Эсмеральда» 1905 года.

## Сюжет
Действие фильма происходит в Париже. Квазимодо — ущербный звонарь собора Нотр-Дам. Брат Архидиакона этого же собора Клода, Жеан, подговаривает его похитить красавицу Эсмеральду. Горбун соглашается, но это преступление проваливается — девушку спасает офицер Феб де Шатопер...

## Съёмки
Подготовка к съёмкам фильма длилась около года. При этом был создан детальный макет Собора Парижской Богоматери размерами около 75 метров в высоту и 50 метров в ширину. Съёмки фильма проходили в период с 16 декабря 1922 по 5 июня 1923 года. В фильме было задействовано около четырёх тысяч статистов, для которых специально шились соответствующие костюмы. Всего на производство фильма было затрачено 1 миллион 250 тысяч долларов, что по тем временам было огромной суммой.

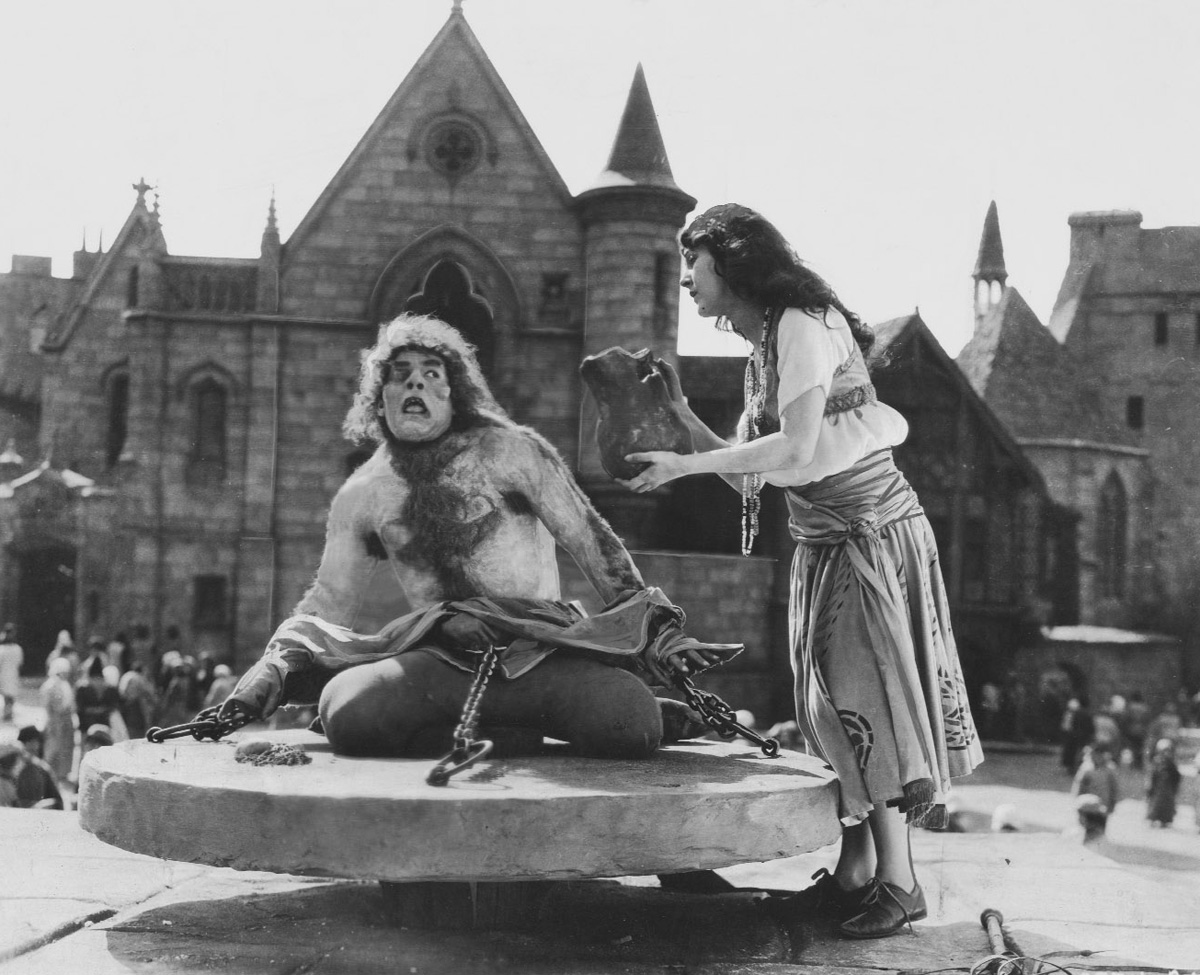
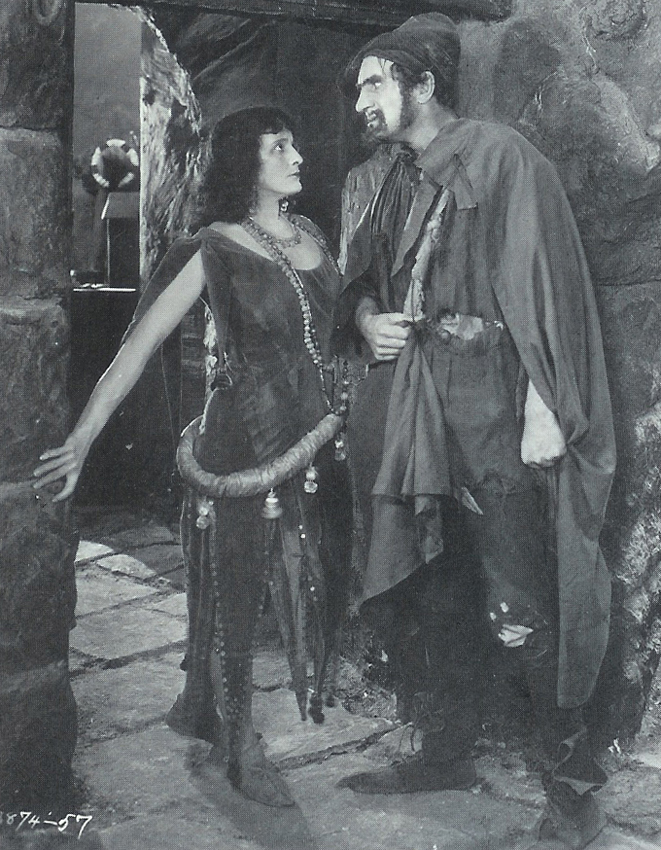
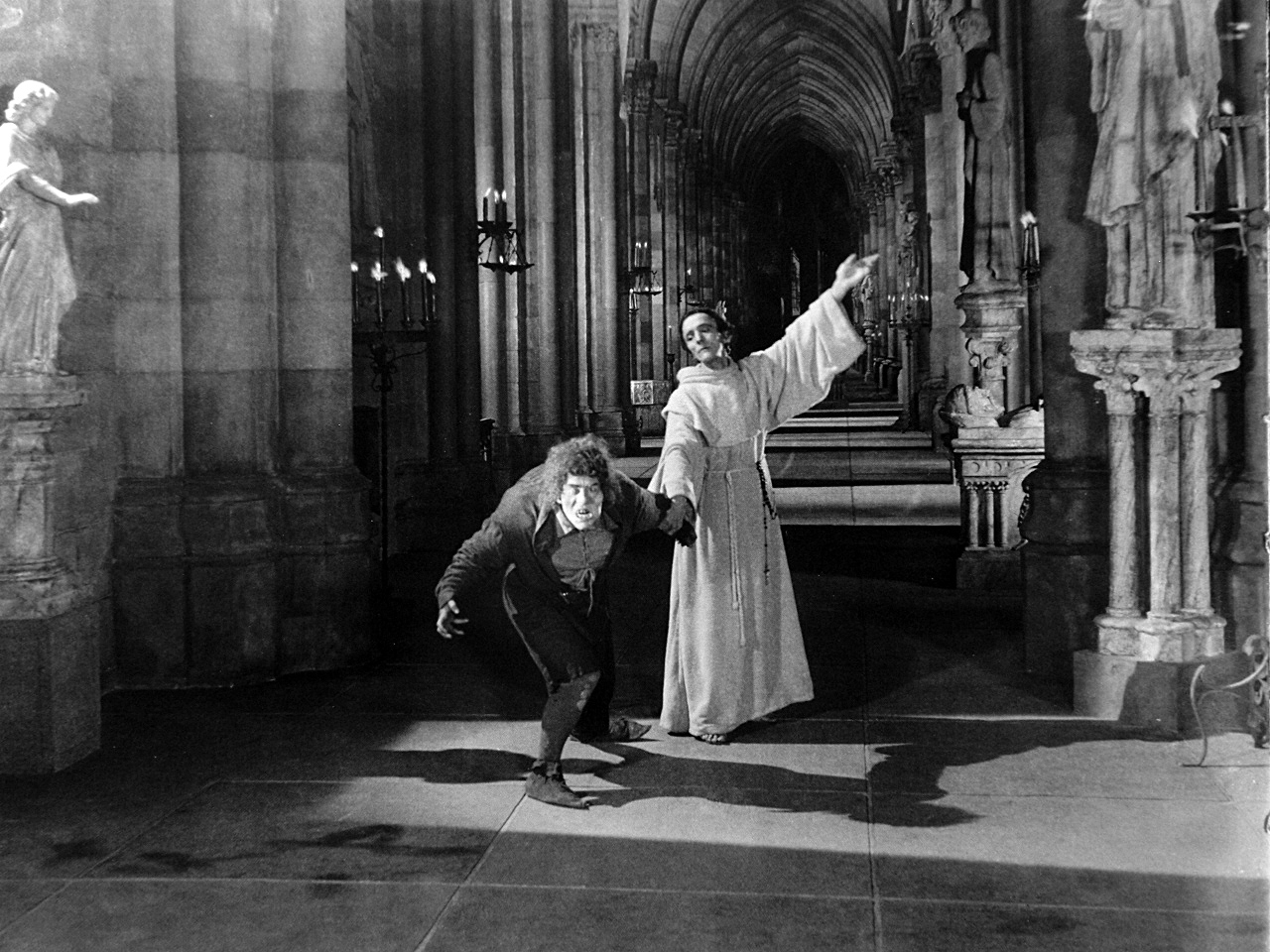

## Лон ЧейнииКвазимодо
В роли Квазимодо выступил уже известный тогда Лон Чейни, который первоначально просил гонорар в сумме 1500 долларов в неделю, что было немалой суммой в те времена. Впоследствии Чейни ещё два раза поднимал свой заработок, дойдя до 2500 долларов в неделю. В связи с этим в Universal Pictures хотели найти более дешёвого актёра на главную роль, однако после тщетных поисков это им не удалось и компания согласилась на условия актёра.
Для соответствия образу Квазимодо Чейни приходилось около полутора часов гримироваться, носить в качестве горба резиновую подушку, которая весила 36 килограммов, а также надевать на себя телесного цвета резиновый костюм и корсет. Для создания соответствующих зубов Чейни носил во рту специальное устройство. Кроме того, в сцене истязания Квазимодо, данное действие было реальным, хотя актёр, игравший солдата, стегавшего Квазимодо, старался бить через плечо Чейни.

## В ролях
- Лон Чейни — Квазимодо
- Пэтси Рут Миллер — Эсмеральда
- Норман Керри — капитан королевских стрелков Феб де Шатопер
- Кейт Лестер — Мадам де Гондолье
- Винфред Брайсон — Флёр-де-Лис
- Найджел Де Брулир — Клод Фролло
- Брэндон Хёрст — Жеан Фролло
- Эрнест Торренс — Клопен
- Реймонд Хэттон — Пьер Гренгуар
- Талли Маршалл  — Людовик XI